# Château de Sclassin
Le château de Sclassin (ou château de Thier) est un château de Wegnez, section de la commune belge de Pepinster. Le château est un exemple remarquable de l'architecture Renaissance mosane et est classé monument historique.

## Historique
Le château est construit en 1587 sur ordre de Christian de Woestenraedt et de son épouse, Marie de Haultepenne dame de Sclassin (un hameau de la commune luxembourgeoise du Haut-Fays. Les ancres murales sur la façade de la cour avant indiquent cette date, et le fronton porte les armoiries des deux familles.
Au fil des siècles, le château subit plusieurs rénovations. Les douves sont partiellement comblées et le pont-levis est remplacé par un pont en pierre. Deux tours ont disparu, mais deux tours rondes subsistent de chaque côté de l'arrière de la façade. Le 4 novembre 1976, le château est classé monument historique.
Au sud-est du château se trouve la ferme du château. Les parties les plus anciennes datent des XVIIe et XVIIIe siècles.
Felix von Schumacher (1856-1916), ingénieur et homme politique suisse, est né dans ce château.

## Propriétaires
À la fin mars 1751, un groupe de soldats envahit Soiron et le propriétaire de l'époque, Christian de Woestenraedt, défend son château, mais est grièvement blessé et est décédé quelques jours plus tard. Il est enterré dans l'église de Soiron, où sa tombe est encore visible.
Le dernier comte de Woestenraedt meurt à Vienne en 1789, et le château est ensuite vendu à la famille David, puis à la famille Neuville, qui le loue à divers particuliers et finalement à un ordre monastique français. Il passe ensuite au chevalier Spirlet-Neuville, puis à l'industriel Léon Duesberg, qui le restaure. Le château est finalement devenu la propriété d'André d'Oultremont.